# Tigbauan

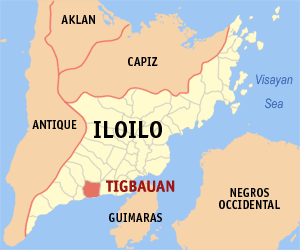
Bản đồ Iloilo với vị trí của Tigbauan

Tigbauan là một đô thị hạng 2 ở tỉnh Iloilo, Philippines. Theo điều tra dân số năm 2007, đô thị này có dân số 54.574 người.

## Các đơn vị hành chính
Tigbauan được chia ra 52 barangay.
| - Alupidian - Atabayan - Bagacay - Baguingin - Bagumbayan - Bangkal - Bantud - Barangay 1 - Barangay 2 - Barangay 3 - Barangay 4 - Barangay 5 - Barangay 6 - Barangay 7 - Barangay 8 (Pob - Barosong - Barroc | - Bayuco - Binaliuan Mayor - Binaliuan Menor - Buenavista - Bugasongan - Buyu-an - Canabuan - Cansilayan - Cordova Norte - Cordova Sur - Danao - Dapdap - Dorong-an - Guisian - Isawan - Isian | - Jamog - Lanag - Linobayan - Lubog - Nagba - Namocon - Napnapan Norte - Napnapan Sur - Olo Barroc - Parara Norte - Parara Sur - San Rafael - Sermon - Sipitan - Supa - Tan Pael - Taro |